# 4Minute
Le 4Minute (포미닛?) sono state un gruppo musicale sudcoreano, formatasi a Seul nel 2009.
Spesso visto come parte formante della terza generazione di band femminili k-pop, il gruppo, composto da Nam Ji-hyun, Heo Ga-yoon, Jeon Ji-yoon, Kim Hyun-a e Kwon So-hyun, debuttò nel giugno 2009 con il singolo Hot Issue, e nel dicembre 2010 pubblicò il suo primo album giapponese, intitolato Diamond. Nel 2011 pubblicarono il loro primo album coreano, 4Minutes Left.
Ricevettero il premio Bonsang nella ventesima edizione dei Seoul Music Award, ed il Kpop New Artist Award ai Billboard Japan Music Awards del 2010. Nel giugno 2016, dopo sette anni di attività, la Cube Entertainment annunciò lo scioglimento del gruppo per via del mancato rinnovo contrattuale di quattro suoi componenti.

## Storia

### 2009: debutto eFor Muzik

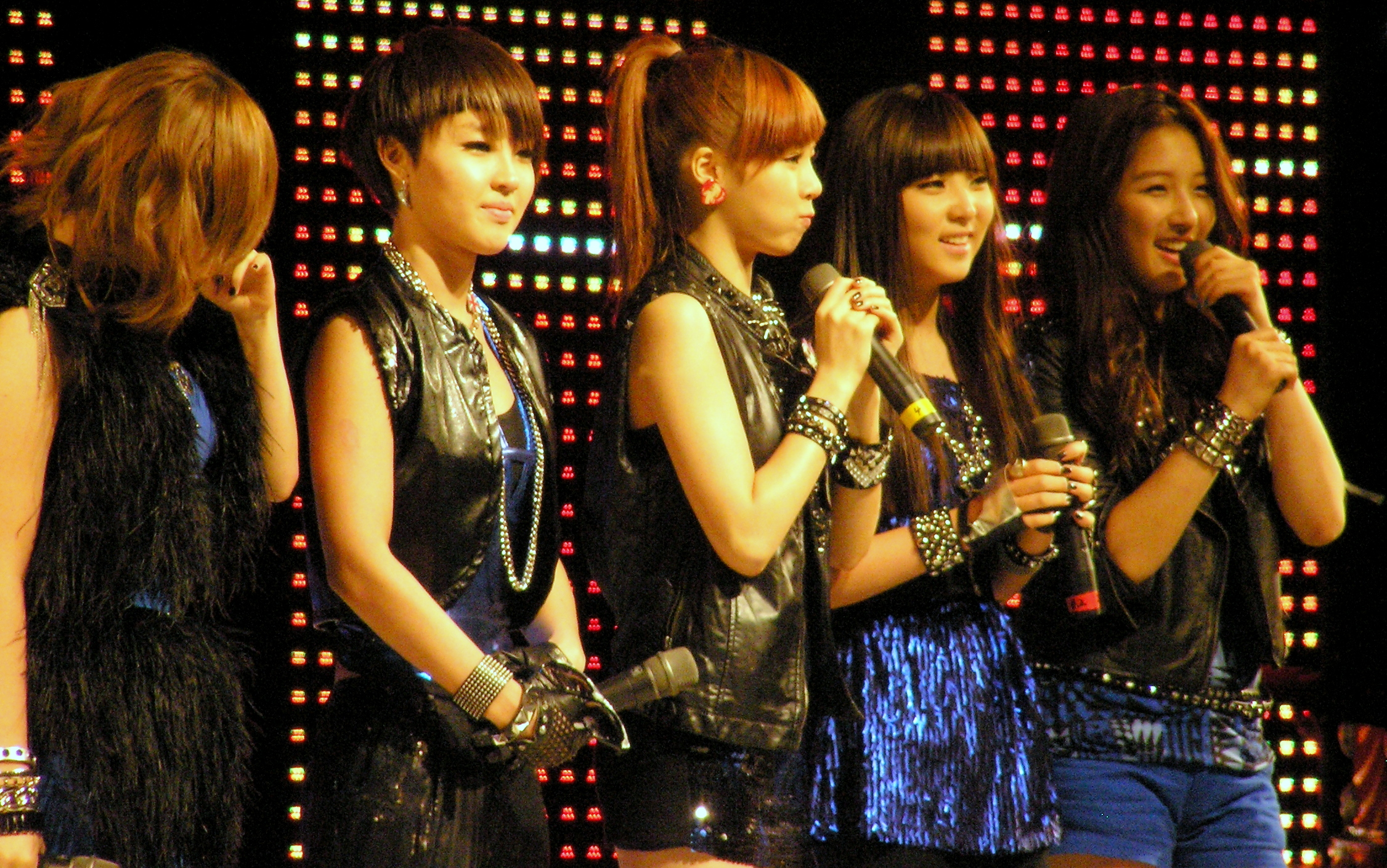
Le 4Minute alla Dongguk University nel 2009.

Il 14 maggio 2009 la Cube Entertainment annunciò il debutto di nuovo gruppo chiamato 4Minute, il cui primo componente ad essere rivelato fu l'ex-membro delle Wonder Girls HyunA; prima dell'annuncio ufficiale, il gruppo veniva chiamato "Gruppo di HyunA". Il 22 maggio venne rivelato il secondo membro, Ji-hyun. Il sito web ufficiale fu aperto l'11 giugno con un video mostrante le silhouette dei membri. Il giorno dopo furono rivelati ufficialmente i restanti membri.
Il 15 giugno 2009 pubblicarono il singolo "Hot Issue" e il 18 debuttarono nel programma televisivo M! Countdown. Il 21 dello stesso mese, il van del gruppo fu assalito dai fan, che rubarono vestiti e altre cose; la Cube Entertainment disse che fu un fatto veramente spiacevole.
Il 20 agosto il gruppo pubblicò il loro primo EP For Muzik, insieme al secondo singolo "Muzik". Il brano vinse un Mutizen al programma televisivo Inkigayo. Il 27 agosto l'emittente KBS vietò la trasmissione di "Won't Give You", poiché il contenuto del testo fu considerato eccessivamente sessuale. La canzone in questione, nello stile di una narrazione in prima persona, esprime una mancanza di volontà da parte del soggetto di "dare" se stessa o il suo cuore al suo compagno. La Cube Entertainment rispose al divieto, affermando che il testo del brano doveva essere inteso come "i sentimenti puri di una ragazza per un ragazzo", e la loro delusione per la decisione presa. Il 15 ottobre uscì il singolo "What a Girl Wants".
Il 2 dicembre le 4Minute, con i cantanti Mario e Amen, pubblicarono il pezzo natalizio "Jingle Jingle". Le ragazze, insieme a Jun Hyung dei Beast, registrarono con Amerie per la canzone "Heard 'Em All", contenuta poi nella versione asiatica del suo quarto album.

### 2010:Hit Your HearteDiamond

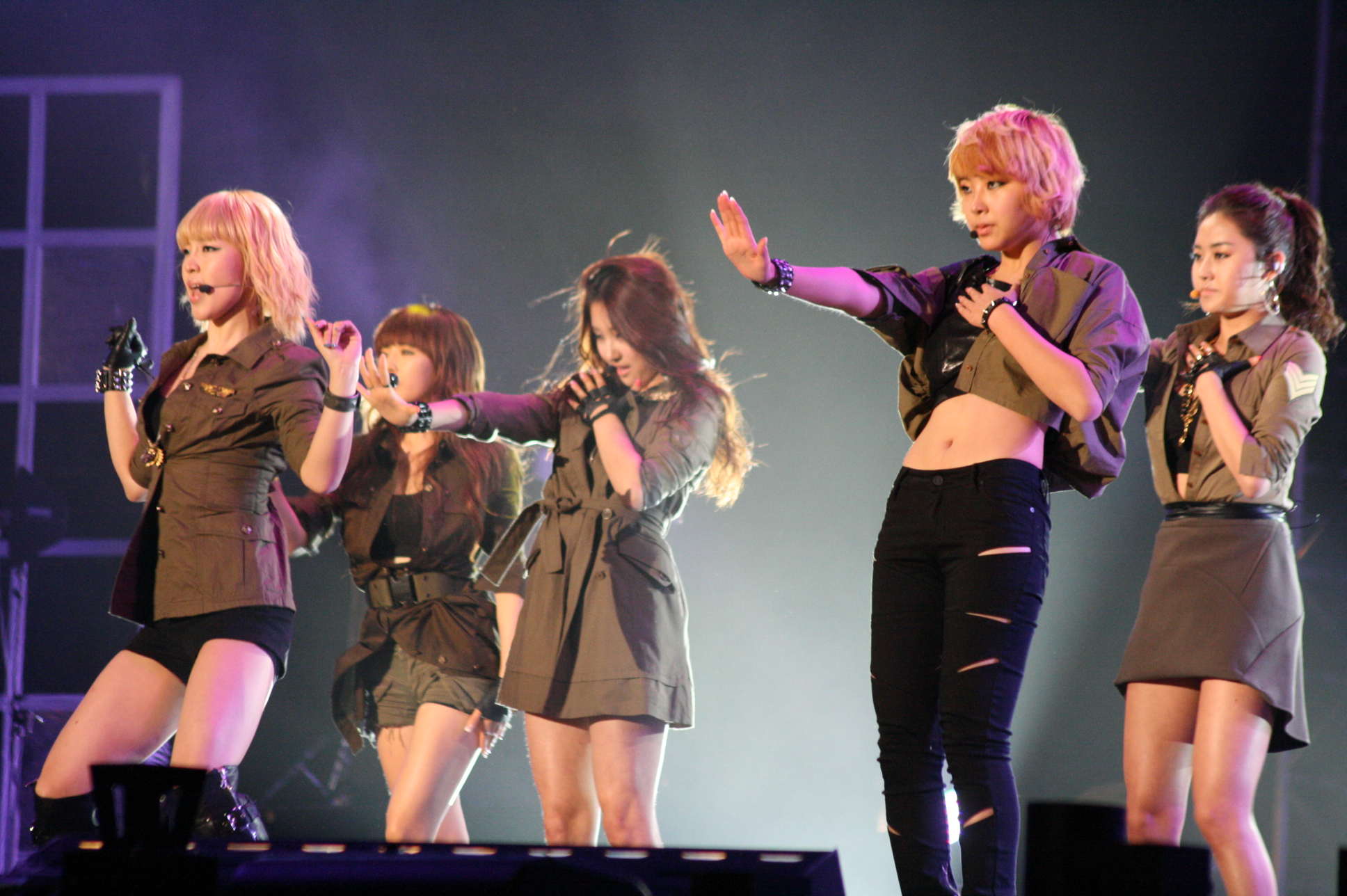
Le 4Minute si esibiscono al Asia Song Festival nel 2010.

Il 5 gennaio 2010 fu annunciato che Universal Music Group avrebbe contribuito al lancio internazionale del loro album. Nel frattempo, il gruppo avviò un lungo tour che le portò ad esibirsi a Taiwan, nelle Filippine, in Thailandia e ad Hong Kong. Il 5 maggio le 4Minute pubblicarono "Muzik" in giapponese e, tre giorni dopo, l'8 maggio, debuttarono in Giappone. Il singolo arrivò alla posizione 21 nella Oricon Weekly Singles Chart.
Il 19 maggio pubblicarono l'EP Hit Your Heart, a cui partecipò anche il gruppo Beast. La title track "HuH" raggiunse il terzo posto nella Gaon Singles Chart. Il 24 maggio, il programma radiofonico Voice of Freedom incluse "HuH" nelle sue trasmissioni di propaganda per la Corea del Nord. Il 5 luglio le 4Minute pubblicarono il video musicale di "I My Me Mine", secondo singolo di Hit Your Heart, pubblicato inoltre, il 30 luglio, in giapponese. Il 19 luglio pubblicarono digitalmente la canzone "Superstar" per il programma televisivo Superstar K2. Il gruppo si esibì a Marina per i Giochi olimpici giovanili a Singapore.
Il 27 ottobre fu pubblicato il terzo singolo giapponese "First/Dreams Come True", precedentemente diffuso sul canale YouTube del gruppo il 12 ottobre. Nel mese di dicembre le 4Minute tennero concerti in Giappone, a Tokyo e Osaka, e il 15 del mese pubblicarono l'album giapponese Diamond.

### 2011:4Minutes Lefte successo crescente

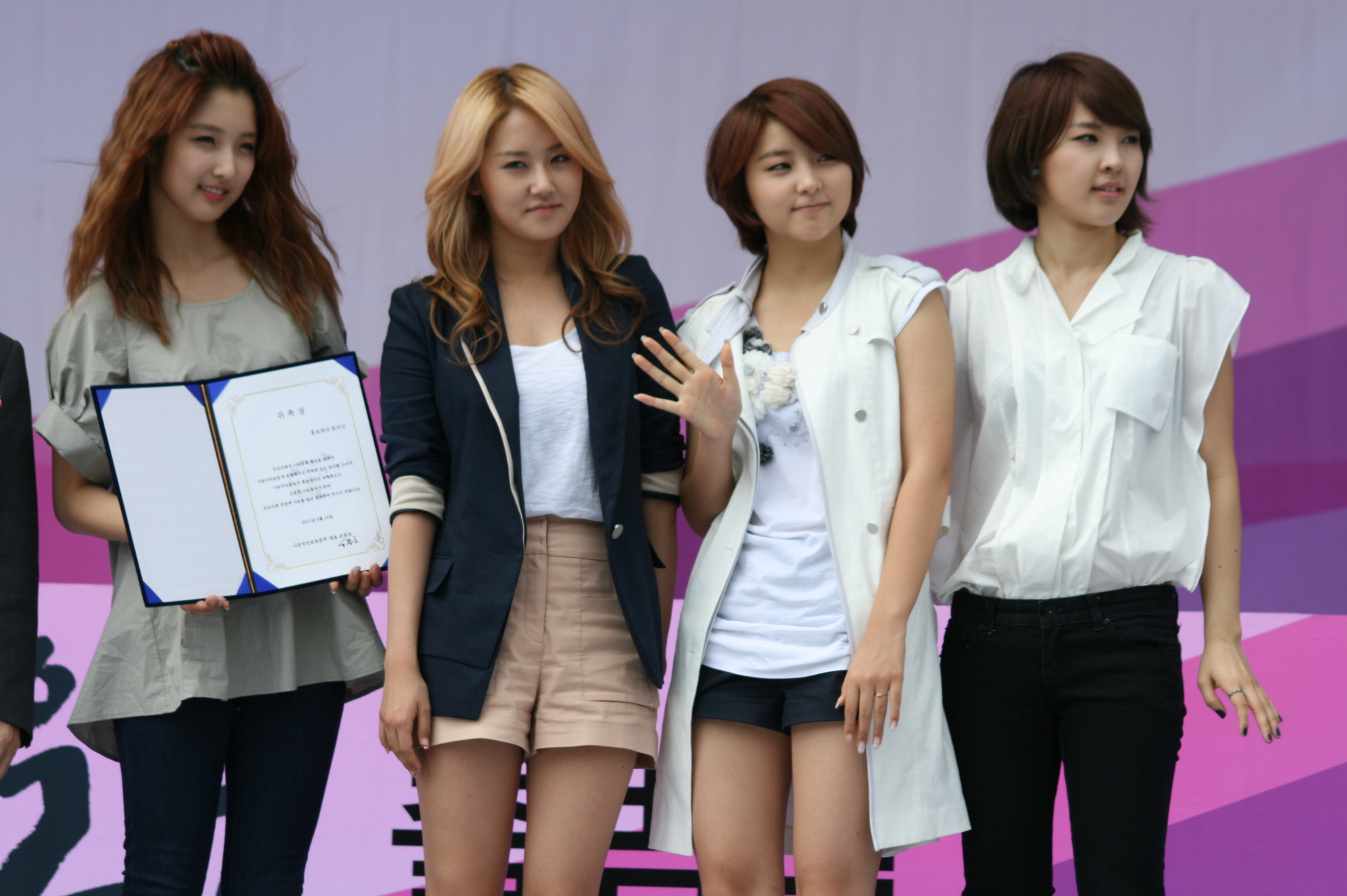
Le 4Minute al DiGi Live K-Pop Party nel gennaio 2011.

Il 13 gennaio 2011, il gruppo si esibì al DiGi Live K-Pop Party in Malaysia allo Stadio Negara con i Beast e G.NA. Il 20 gennaio ricevettero un Bonsang Award alla 20ª edizione dei Seoul Music Award. Inoltre, nel febbraio 2011, ricevettero il Kpop New Artist Award for 2010 alla Billboard Japan Music Awards. Il 23 febbraio il gruppo posò per la disegnatrice di abiti da sposa Yumi Katsura alla mostra 2011 Paris Grand Collection Tokyo Fashion Show, tenutasi al Ryōgoku Kokugikan di Tokyo, dove si esibirono con "Muzik" e "Why". Il 12 marzo si esibirono per il 50º anniversario di Music Wave Concert in Thailandia.
Il quarto singolo giapponese "Why" fu pubblicato come colonna sonora del drama Akutō: Jūhanzai Sōsahan. Il video musicale fu pubblicato a febbraio, seguito dal singolo il 9 marzo. La canzone "Heart to Heart" e il suo video musicale, a cui partecipa anche Jungshin dei CN Blue, furono diffusi il 29 marzo. Il 5 aprile, le 4Minute pubblicarono l'album 4Minutes Left, in cui furono incluse le tracce di Heart to Heart e Diamond. Il video musicale di "Mirror Mirror" fu pubblicato lo stesso giorno: a causa della provocante coreografia della canzone, i produttori chiesero che la coreografia di "Mirror Mirror" fosse modificata o il gruppo non avrebbe potuto eseguire la canzone nei loro spettacoli. Alla richiesta, le 4Minute cambiarono la coreografia a partire dal 14 aprile, nella performance al M! Countdown. Il brano raggiunse la seconda posizione nella classifica Circle Chart.
Il gruppo collaborò con Thelma Aoyama per il suo singolo "Without U". Inoltre, HyunA collaborò con Heo Young-saeng dei SS501 per il suo EP da solista Let It Go. Il 5 luglio HyunA pubblicò il suo primo EP da solista Bubble Pop! con il video musicale della title track. Sebbene le promozioni per Bubble Pop si conclusero prematuramente a causa del Korea Communications Commission, il video musicale è stato un successo virale, guadagnando 10 milioni di visualizzazioni sul canale YouTube ad agosto 2011. Il 3 agosto, le 4Minute pubblicarono il video musicale di "Freestyle" come colonna sonora per la compagnia di videogiochi JCE.
Il 15 agosto, le 4Minute pubblicarono il video musicale per la versione giapponese di "Heart to Heart", pubblicato il 7 settembre come quinto singolo giapponese, che si classificò 15º su Oricon Daily Singles chart; pubblicarono inoltre un DVD, Emerald of 4 Minute, che si classificò secondo nella Oricon Daily DVD Chart. Ad ottobre il drama giapponese Koko ga uwasa no El-Palacio utilizzò come sigla di apertura la canzone del gruppo "Ready Go", pubblicata il 6 dicembre come sesto singolo in Giappone.

### 2012:Volume Up

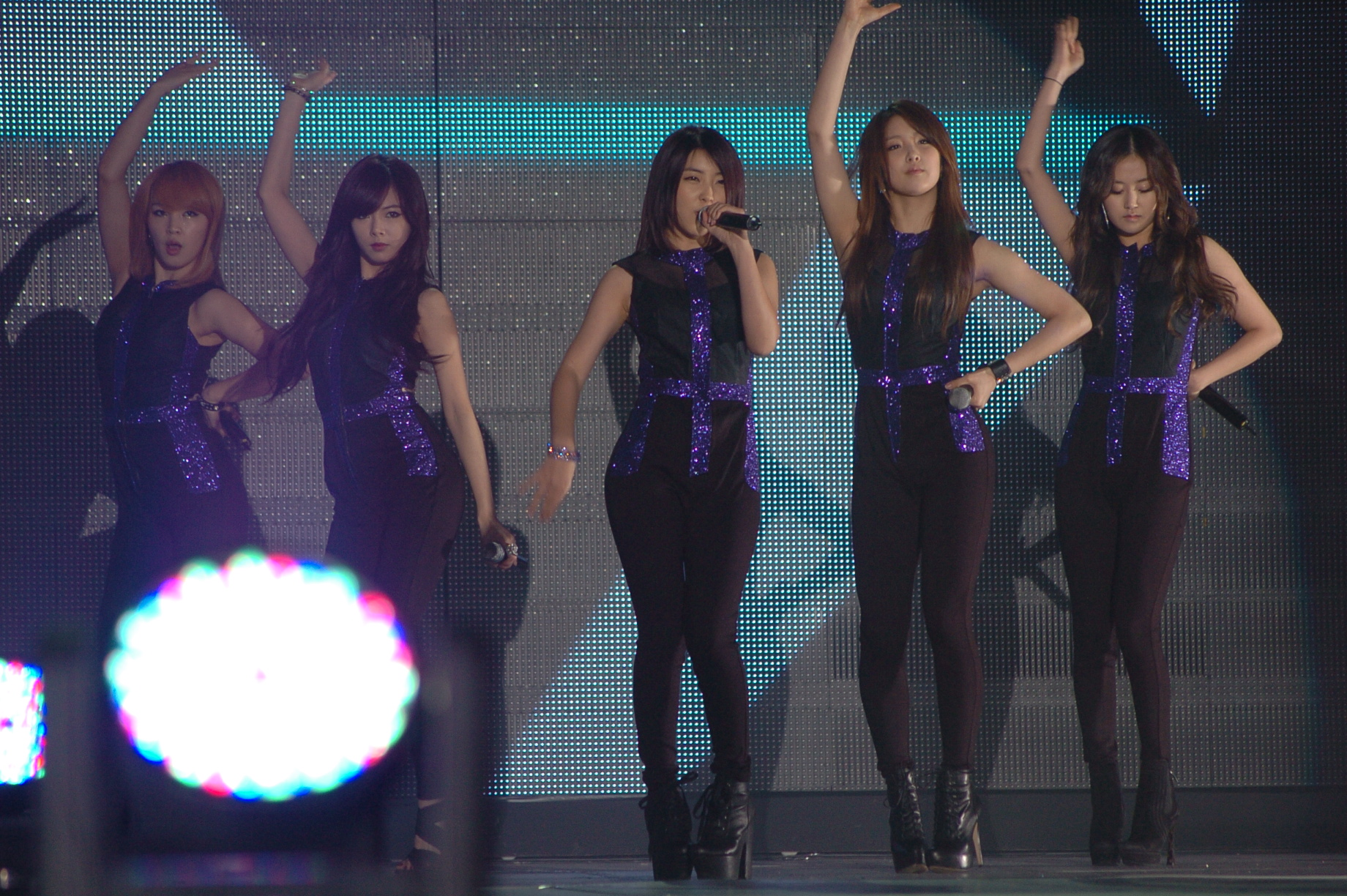
Le 4Minute a marzo 2012.

Il 9 aprile 2012, le 4Minute pubblicarono l'EP Volume Up, insieme alla title track omonima e il suo video musicale. L'EP ottenne molto successo, arrivando primo su Gaon Weekly Album Chart, mentre la sua title track arrivò seconda su Gaon Singles e prima al M! Countdown. A luglio, si unirono alle band 2PM, miss A, MBLAQ, Dal Shabet, Sistar, ZE:A, Nine Muses e B1A4 che, sotto il nome collettivo di Team SIII, realizzarono il brano "Win the Day" per i Giochi della XXX Olimpiade. Il 22 agosto pubblicarono il settimo singolo giapponese "Love Tension". HyunA ottenne maggior popolarità per aver partecipato al video musicale di "Gangnam Style" di Psy. Il 13 ottobre il gruppo si esibì al KCON al Verizon Wireless Amphitheatre a Irvine, in California. Il 4 dicembre le 4Minute pubblicarono il brano "Welcome to The School" per la serie TV Hakgyo 2013.

### 2013: 2YOON eName Is 4Minute
Alla fine del 2012 venne annunciata la sotto-unità 2YOON, formata da Ga-yoon e Ji-yoon. Il 17 gennaio 2013 pubblicarono l'album Harvest Moon, insieme al video musicale del pezzo "24/7". Lo stesso giorno debuttarono sul palco di M! Countdown.
Dal 26 gennaio al 21 febbraio, le 4Minute parteciparono al United Cube Concert del 2013, tenutosi in Cina, Corea del Sud e Giappone. Il 26 aprile pubblicarono il quarto EP Name Is 4Minute e il singolo "What's Your Name?". Per la promozione sia dell'EP che del singolo furono diffuse delle foto dei membri. La canzone raggiunse la prima posizione, nella quarta settimana di maggio su Gaon Single Chart, e il 1º giugno su Billboard K-pop Hot 100.
Il 28 giugno, il gruppo pubblicarono il singolo estivo "Is It Poppin'?": il suo titolo, in coreano, generò delle polemiche. Il pezzo arrivò tra le prime cinque posizioni, incluso su MWave. A settembre le 4Minute terminarono il contratto con Universal Music Japan e chiusero il sito ufficiale giapponese.
Nella classifica dei gruppi di maggior successo del 2013 stilata dal media outlet Dispatch, le 4Minute apparvero al quarto posto, sotto Girls' Generation, SISTAR, f(x).

### 2014:4Minute World
Il 20 gennaio 2014, Brave Brothers pubblicò il singolo "Only Gained Weight" insieme a HyunA, Ga-yoon e So-hyun; il brano arrivò quinto su Melon Chart e Gaon. Il 7 marzo, la Cube Entertainment annunciò l'uscita del quinto EP del gruppo 4Minute World per il 17 marzo; il 16 marzo pubblicarono la sua title track "Whatcha Doin' Today", promossa con delle foto dei membri.

### 2015-16:Crazy,Act.7e scioglimento del gruppo
A gennaio 2015, la Cube Entertainment annunciò che le 4Minute avrebbero pubblicato una ballad dal titolo "Cold Rain" il 26 del mese. Il gruppo inoltre diffuse un video teaser chiamato "Revamped". Il 29 gennaio, le 4Minute postarono delle foto teaser sulla loro seconda title track "Crazy", tratta dall'EP omonimo.
Il 9 febbraio, le 4Minute pubblicarono il video musicale di "Crazy".
Il loro EP ha debuttato al numero 1 del mondo Album di Billboard Chart. Il 4 aprile, le 4Minute hanno tenuto un concerto solistico '4Minute Fan Bash' in Myanmar, con circa 7.000 fan
Il 20 gennaio 2016, è stato annunciato che il gruppo avrebbe pubblicato il loro settimo mini album Act.7. Hanno collaborato con il produttore americano Skrillex per produrre il primo singolo, "Hate" che uscì il 1º febbraio.
Il 13 giugno 2016 è stato confermato che le 4Minute si sarebbero sciolte a causa del mancato rinnovo del contratto da parte della maggior parte dei membri. Solo Hyuna ha rinnovato il suo contratto con la Cube. Il 16 giugno la Cube Entertainment annuncia ufficialmente l'abbandono dell'agenzia da parte delle altre quattro ragazze.

## Formazione
Ex-membri
- Jihyun (지현) – leader, voce (2009-2016)
- Gayoon (가윤) – voce (2006-2016)
- Jiyoon(지윤) – voce, rap (2009-2016)
- HyunA (현아) – voce, rap (2009-2016)
- Sohyun(소현) – voce, rap (2009-2016)

## Discografia

### Album in studio
- 2010 – Diamond
- 2011 – 4Minutes Left